# توکتاروو
توکتاروو (انگلیسی: Tuktarovo) یک شهرک در شهرستان بلاگووشچنسکی باشقیرستان کشور روسیه است.